# Tricoma

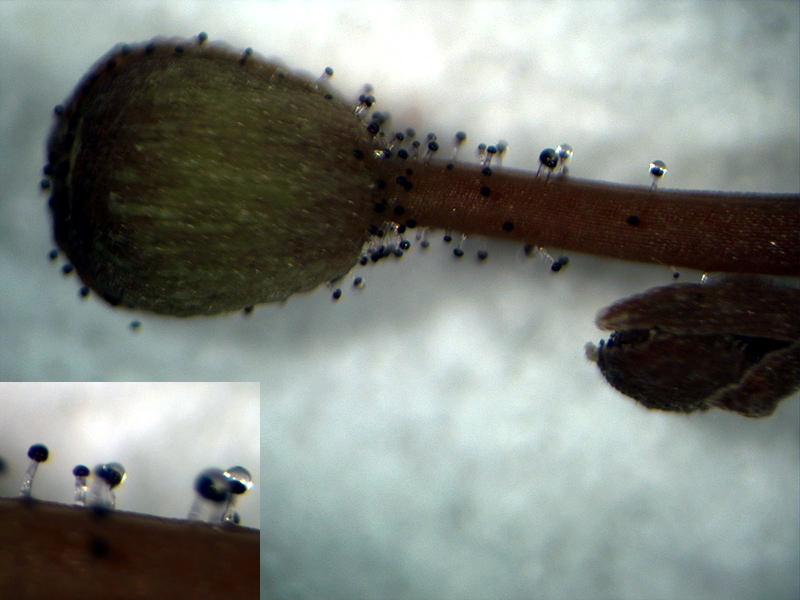
Botão e pecíolo de uma espécie de Stylidium, mostrando tricomas que podem capturar e matar insectos. Observação feita ao microscópio óptico.

Tricomas são apêndices epidérmicos que podem ser formados por uma ou mais células, atuam de diferentes formas, mas, na maioria das vezes, promovem a proteção do vegetal. Apesar de se originarem sempre da protoderme, o desenvolvimento dos tricomas é bastante complexo e variado, dependendo de sua estrutura e função.
Não se deve confundir tricomas com emergências. As emergências são estruturas complexas que podem apresentar em sua estrutura, além das células epidérmicas, células do sistema fundamental e até mesmo células de condução.
Além dos estômatos, inúmeras outras células especializadas ocorrem na epiderme, dentre estas, destacam-se os tricomas, apêndices epidérmicos que podem ser formados por uma ou mais células, atuam de diferentes formas, mas, na maioria das vezes, promovem a proteção do vegetal. Altamente variados em estrutura e função que podem ser classificados de diversas maneiras:

## Tipos de tricoma
- Tectores: podem ser unicelulares, como, por exemplo, as “fibras” de algodão que são tricomas da semente do algodoeiro, formados por uma única célula que se projeta para fora da epiderme e apresentam paredes secundárias celulósicas espessadas. Existem ainda, os tricomas multicelulares uni, bi ou multisseriados, ramificados ou não. Os tricomas tectores não produzem nenhum tipo de secreção e acredita-se que possam, entre outras funções, reduzir a perda de água, por transpiração, das plantas que vivem em ambientes escassos, auxiliar na defesa contra insetos predadores e diminuir a incidência luminosa.
- Secretores:  São tricomas que possuem um pedúnculo e uma cabeça (uni ou pluricelular) e, uma célula basal inserida na epiderme. Nem sempre vão possuir essa morfologia. A cabeça geralmente é a porção secretora do tricoma. A secreção pode ser acumulada entre a(s) célula(s) da cabeça e a cutícula e com o rompimento desta, a secreção é liberada ou a secreção pode ir sendo liberada gradativamente por poros existentes na parede. Os tricomas secretores podem apresentar funções variadas, dentre elas: produção de substâncias irritantes ou repelentes, para afastar os predadores; substâncias viscosas para prender os insetos (como nas plantas insectívoras), substâncias aromáticas para atrair polinizadores, etc.
- Escamas e/ou Tricomas peltados: apresentam um disco, formado por várias células, que repousa sobre um pedúnculo que se insere na epiderme. Nas bromeliáceas, os tricomas peltados, estão relacionados com a absorção de água da atmosfera.
- Vesículas aquíferas: Grandes células epidérmicas que armazenam água, um exemplo de planta com esse tecido é o Cacto.
- Pelos radiciais: projeções das células epidérmicas que formam, inicialmente, pequenas papilas na epiderme da zona de absorção de raízes jovens de muitas plantas. Estas células são vacuolados e apresentam paredes delgadas, recobertas por uma cutícula delgada e relacionados com absorção de água do solo, também são conhecidos como pelos absorventes.